# АГИ-1
АГИ-1 — авиагоризонт истребителя, изделие «167». Один из первых отечественных авиагоризонтов.

## История разработки
Разрабатывался в конце 50-х годов XX века в СССР. Проверки работоспособности в различных режимах проходили с 1957 по 1960 годы. На этих проверках была доказана корректная работа устройства во всех режимах полёта, включая штопор, после чего прибором начали комплектоваться серийные самолёты.
Однако, данный  авиагоризонт требовал предварительной подготовки лётчиков перед его использованием — по причине перевёрнутой индикации по тангажу и обратной индикации по крену, что не было интуитивно понятно лётному составу.
Катастрофы самолётов Ту-104 привели к тому, что в 1958 году сотрудниками ГосНИИ ГА, в частности С.Л. Белогородским, было предложено модернизировать авиагоризонт АГИ-1, используемый в основном на высокоманёвренных самолётах, для возможности его использования на гражданских самолётах. Эта модернизация решила другую острую проблему - стало возможным установить на гражданские реактивные самолёты резервный авиагоризонт, который был бы способен работать в условиях сильного крена или при больших углах тангажа. Модернизированный авиагоризонт АГИ-1С применялся на самолётах Ту-104, Ту-114, Ту-124, Ту-134, Ил-18, Ан-12 и др.

## Использование
Данный прибор устанавливался на самолётах МиГ-15, МиГ-17, Як-18, Як-50, Як-52, Ан-28, Су-7, Ту-124 и некоторых других. Сейчас сохранился в самолётах Як-52 и Ан-28.

## Происшествия
- 3 января 1976 потерпел катастрофу самолёт Ту-124. Причиной был назван отказ авиагоризонта в условиях плохой видимости. Погибли все находившиеся на борту 61 человек[3].